# Leisi
Leisi est un petit bourg (alevik) rural de la commune de Saaremaa, situé dans le comté de Saare en Estonie. De 1990 à 2017, il était le centre administratif de la commune de Leisi. Au 31 décembre 2011, il comptait 264 habitants.